# Claire Liuová

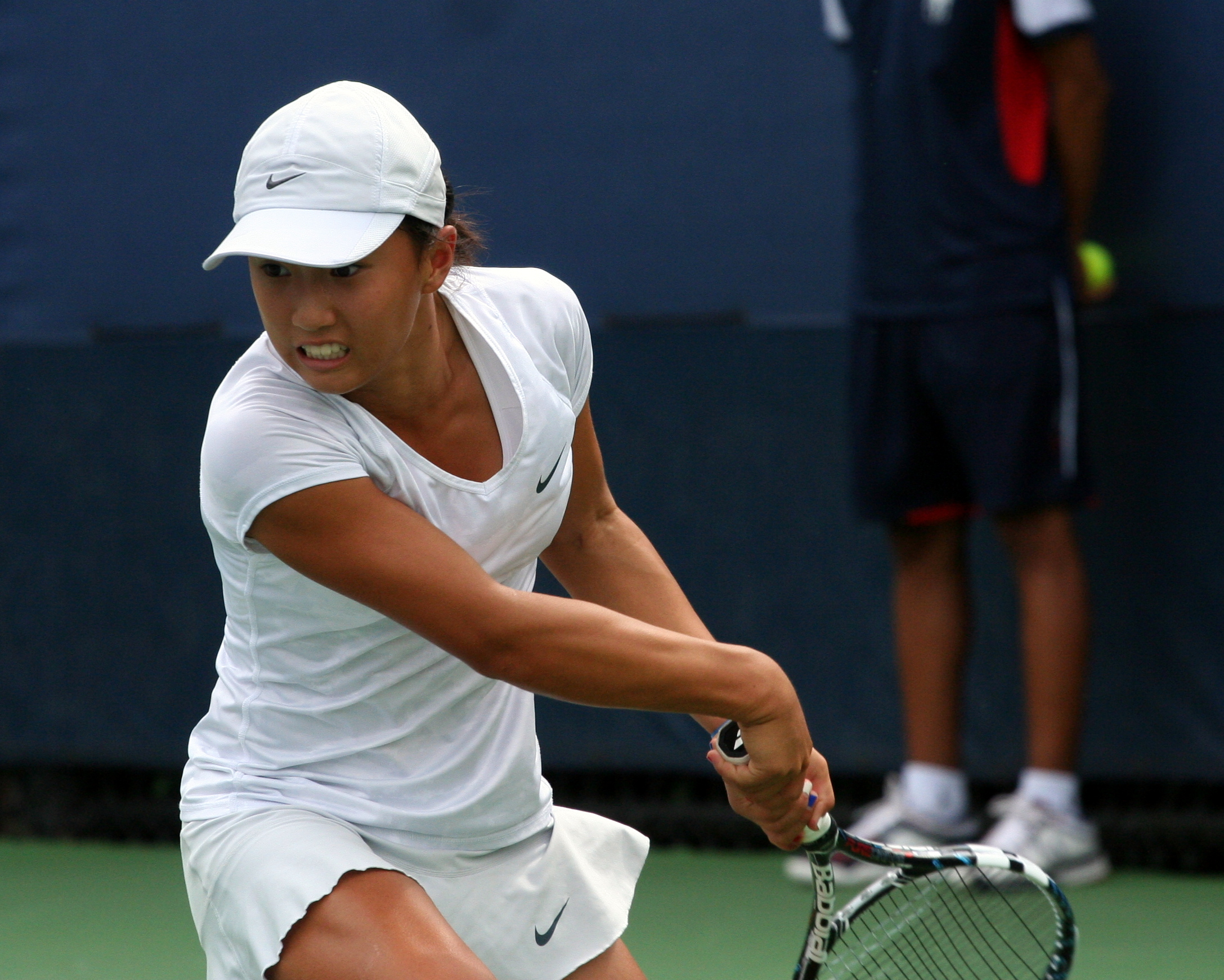
Bekhend na juniorce US Open 2013

Claire Liuová, čínsky pchin-jinem Liú Jìngwén, znaky zjednodušené 刘婧文, (* 25. května 2000 Thousand Oaks, Kalifornie) je americká profesionální tenistka čínského původu, v roce 2017 juniorská světová jednička a vítězka juniorské čtyřhry i dvouhry ve Wimbledonu. Ve své dosavadní kariéře na okruhu WTA Tour nevyhrála žádný turnaj. V rámci okruhu ITF získala sedm titulů ve dvouhře a jeden ve čtyřhře.
Na žebříčku WTA byla ve dvouhře nejvýše klasifikována na 52. místě a ve čtyřhře na 257. místě v lednu 2023. Trénuje ji kouč amerického tenisového svazu Chris Tontz.

## Tenisová kariéra

### Juniorský tenis
V juniorském tenise vyhrála jako 16letá čtyřhru ve Wimbledonu 2016, když se 17letou krajankou Usue Maitane Arconadovou ve finále zdolaly gruzínsko-americkou dvojici Mariam Bolkvadzeová a Caty McNallyová po dvousetovém průběhu. Následně triumfovala také v singlové soutěži Wimbledonu 2017 po výhře nad krajankou téhož věku Ann Liovou ve třech sadách. Stala se tak první americkou šampionkou této soutěže od Chandy Rubinové v roce 1992. Jednalo se o její druhé grandslamové finále v řadě. Z boje o titul odešla již poražena na French Open 2017 od 15leté Američanky Whitney Osuigweové. S Amandou Anisimovovou a Catty McNallyovou se stala členkou amerického týmu, jenž ve finále juniorského Fed Cupu 2016 podlehl Polsku.
V rámci juniorské kariéry figurovala nejvýše v červenci 2017 na 1. místě kombinovaného světového žebříčku ITF. Její celková zápasová bilance ve dvouhře činila 97–28 a ve čtyřhře 62–27.

### Ženský tenis
V rámci hlavních soutěží událostí okruhu ITF debutovala v říjnu 2014, když na turnaji v jihoarolínském Florence s dotací 25 tisíc dolarů pošla kvalifikačním sítem. V úvodním kole podlehla krajance Janě Abazové. Premiérový singlový titul v této úrovni tenisu vybojovala během března 2015 ve floridském Orlandu, události s rozpočtem deset tisíc dolarů. Ve finále přehrála Maďarku Fanny Stollárovou. Ve čtrnácti letech se tak stala nejmladší vítězkou profesionálního turnaje od Anny Kurnikovové a sezóny 1996.
Divokou kartu obdržela do kvalifikace dvouhry US Open 2015, v níž přehrála Verónicu Cepedeovou Roygovou a devátou nasazenou Janu Čepelovou, aby v kvalifikačním kole vypadla s Ruskou Alexandrou Panovovou. Po boku krajana Taylora Fritza získali divokou kartu do smíšené čtyřhry US Open 2015. Na úvod však podlehli pozdějším vítězům Martině Hingisové s Leandrem Paesem.
V singlu okruhu WTA Tour debutovala na srpnovém Bank of the West Classic 2017 ve Stanfordu z kategorie Premier. Hrající na divokou kartu ji v úvodním kole zdolala krajanka Nicole Gibbsová až v tiebreaku rozhodující sady, ačkoli v ní vedla 5–2 na gamy.
Debut v hlavní soutěži nejvyšší grandslamové kategorie přišel o měsíc později v ženském singlu US Open 2017 po zvládnuté tříkolové kvalifikaci. V první fázi dvouhry byla vyřazena Číňankou Tuan Jing-jing po nezvládnutých zkrácených hrách obou setů. Opět z kvalifikace postoupila do hlavní soutěže ve Wimbledonu 2018, kde vyřadila Chorvatku Anu Konjuhovou. Ve druhém kole pak podlehla pozdější vítězce Angelique Kerberové a stala se jedinou hráčkou v pavouku, která vyhrála nad Němkou set. Na US Open 2018 přehrála Slovinku Polonu Hercogovou a dohrála na raketě devatenácté nasazené Lotyšky Anastasije Sevastovové.

## Soukromý život
Narodila se roku 2000 v kalifornském Thousand Oaks, kde vyrostla, do rodiny čínských přistěhovalců, profesí chemiků. Nikdy nebyla členkou specializované tenisové akademie a od roku 2009 trénovala na dvorcích Americké tenisové asociace v Carsonu vzdáleném 51 mil od bydliště. Tenis začala hrát v pěti letech.

## Finále na okruhu WTA Tour
| Legenda                                      |
| -------------------------------------------- |
| D – dvouhra; Č – čtyřhra                     |
| Grand Slam (0)                               |
| Turnaj mistryň (0)                           |
| Premier Mandatory & Premier 5 / WTA 1000 (0) |
| Premier / WTA 500 (0)                        |
| International / WTA 250 (0–1 D)              |

### Dvouhra: 1 (0–1)
| Stav       | č. | datum       | turnaj        | kategorie | povrch | soupeřka ve finále  | výsledek |
| ---------- | -- | ----------- | ------------- | --------- | ------ | ------------------- | -------- |
| Finalistka | 1. | květen 2022 | Rabat, Maroko | WTA 250   | antuka | Martina Trevisanová | 2–6, 1–6 |

## Finále série WTA 125
| Legenda                  |
| ------------------------ |
| D – dvouhra; Č – čtyřhra |
| WTA 125 (1–1 D; 1–1 Č)   |

### Dvouhra: 2 (1–1)
| Stav       | č. | datum       | turnaj                 | povrch | soupeřka ve finále    | výsledek |
| ---------- | -- | ----------- | ---------------------- | ------ | --------------------- | -------- |
| Vítězka    | 1. | květen 2022 | Paříž, Francie         | antuka | Beatriz Haddad Maiová | 6–3, 6–4 |
| Finalistka | 1. | srpen 2023  | Chicago, Spojené státy | tvrdý  | Viktorija Tomovová    | 1–6, 4–6 |

### Čtyřhra: 2 (1–1)
| Stav       | č. | datum       | turnaj                  | povrch | spoluhráčka        | soupeřky ve finále                      | výsledek                   |
| ---------- | -- | ----------- | ----------------------- | ------ | ------------------ | --------------------------------------- | -------------------------- |
| Vítězka    | 1. | červen 2022 | Gaiba, Itálie           | tráva  | Madison Brengleová | Oxana Kalašnikovová Vitalija Ďjačenková | 6–4, 6–3                   |
| Finalistka | 1. | srpen 2023  | Stanford, Spojené státy | tvrdý  | Hailey Baptisteová | Jodie Burrageová Olivia Gadecká         | 6–7(4–7), 7–6(8–6), [8–10] |

## Tituly na okruhu ITF
| Legenda         | Legenda         |
| --------------- | --------------- |
| Turnaje W100    | Turnaje W80     |
| Turnaje W75/W60 | Turnaje W50     |
| Turnaje W35/W25 | Turnaje W15/W10 |

### Dvouhra (7 titulů)
| č. | datum       | turnaj                         | kategorie | povrch | soupeřka ve finále    | výsledek           |
| -- | ----------- | ------------------------------ | --------- | ------ | --------------------- | ------------------ |
| 1. | březen 2015 | Orlando, Spojené státy         | W10       | antuka | Fanny Stollárová      | 6–1, 6–3           |
| 2. | květen 2017 | Naples, Spojené státy          | W25       | antuka | Danielle Collinsová   | 6–3, 6–1           |
| 3. | květen 2017 | Caserta, Itálie                | W25       | antuka | Paula Badosová        | 6–3, 6–3           |
| 4. | říjen 2019  | Florence, Spojené státy        | W25       | antuka | Peyton Stearnsová     | 6–1, 6–2           |
| 5. | duben 2021  | Charlottesville, Spojené státy | W60       | antuka | Wang Sin-jü           | 3–6, 6–4, 4–1skreč |
| 6. | květen 2021 | Charleston, Spojené státy      | W100      | antuka | Madison Brengleová    | 6–2, 7–6(6)        |
| 7. | květen 2024 | Saint-Gaudens, Francie         | W75       | antuka | Séléna Janicijevicová | 6–1, 6–7(3), 6–0   |

### Čtyřhra (1 titul)
| č. | datum      | turnaj                     | kategorie | povrch | spoluhráčka   | soupeřky ve finále             | výsledek         |
| -- | ---------- | -------------------------- | --------- | ------ | ------------- | ------------------------------ | ---------------- |
| 1. | srpen 2019 | Landisville, Spojené státy | W60       | tvrdý  | Vania Kingová | Hayley Carterová Jamie Loebová | 4–6, 6–2, [10–5] |

## Finále na juniorce Grand Slamu

### Dvouhra: 2 (1–1)
| Stav       | rok  | turnaj      | povrch | soupeřka ve finále | výsledek           |
| ---------- | ---- | ----------- | ------ | ------------------ | ------------------ |
| Finalistka | 2017 | French Open | antuka | Whitney Osuigweová | 4–6, 7–6(7–5), 3–6 |
| Vítězka    | 2017 | Wimbledon   | tráva  | Ann Liová          | 6–2, 5–7, 6–2      |

### Čtyřhra: 1 (1–0)
| Stav    | rok  | turnaj    | povrch | spoluhráčka             | soupeřky ve finále                  | výsledek |
| ------- | ---- | --------- | ------ | ----------------------- | ----------------------------------- | -------- |
| Vítězka | 2016 | Wimbledon | tráva  | Usue Maitane Arconadová | Mariam Bolkvadzeová Caty McNallyová | 6–2, 6–3 |